# Jane Pattersonová
Jane Pattersonová (* 22. července 1960) je bývalá kanadská zápasnice – judistka.

## Sportovní kariéra
Je rodačkou z obce Priddis nedaleko Calgary. Připravovala se v Montréalu pod vedením Hiroshi Nakamury. V kanadské ženské reprezentaci se pohybovala od roku 1984 v těžké váze nad 72 kg. V roce 1992 se kvalifikovala na olympijské hry v Barceloně, kde vypadla v úvodním kole s Francouzkou Natalinou Lupinovou. Sportovní kariéru ukončila po vystoupení na domácím mistrovství světa v Hamiltonu v roce 1993.

## Výsledky

### Váhové kategorie
| Turnaj                  | 1987       | 1988       | 1989       | 1990       | 1991       | 1992       | 1993       |
| Turnaj                  | 27         | 28         | 29         | 30         | 31         | 32         | 33         |
| Turnaj                  | těžká váha | těžká váha | těžká váha | těžká váha | těžká váha | těžká váha | těžká váha |
| ----------------------- | ---------- | ---------- | ---------- | ---------- | ---------- | ---------- | ---------- |
| Olympijské hry          |            | —          |            |            |            | úč.        |            |
| Mistrovství světa       | úč.        |            | —          |            | úč.        |            | úč.        |
| Panamerické hry         | úč.        |            |            |            | 3.         |            |            |
| Panamerické mistrovství |            | 3.         |            | 2.         |            | —          |            |

### Bez rozdílu vah
| Turnaj                  | 1987 | 1988 | 1989 | 1990 | 1991 | 1992 | 1993 |
| Turnaj                  | 27   | 28   | 29   | 30   | 31   | 32   | 33   |
| ----------------------- | ---- | ---- | ---- | ---- | ---- | ---- | ---- |
| Mistrovství světa       | úč.  |      | —    |      | úč.  |      | úč.  |
| Panamerické hry         | úč.  |      |      |      | 3.   |      |      |
| Panamerické mistrovství |      | 3.   |      | —    |      | —    |      |